# Список эпизодов мультсериала «Звёздные войны: Повстанцы»
«Звёздные войны: Повстанцы» (англ. «Star Wars Rebels») — американский трёхмерный анимационный сериал 2014 года по вселенной «Звёздных войн», созданный компаниями Lucasfilm и Lucasfilm Animation.
Регулярные премьеры сериала на Disney XD начались 13 октября 2014 года. Второй сезон стартовал 20 июня 2015 года, а третий — 24 сентября 2016 года. По состоянию на 6 ноября 2017 года было выпущено 75 эпизодов «Повстанцев». 31 марта было объявлено, что сериал продлён на четвёртый сезон. 15 апреля исполнительный продюсер Дейв Филони объявил, что четвёртый сезон станет последним. 2 сентября 2017 года во время выступления на выставке Fan Expo в Канаде был выпущен второй трейлер четвёртого сезона, а дата премьеры сезона была объявлена 16 октября 2017 года.
Премьера 4 сезона состоялась 16 октября 2017 года с двухчастного эпизода «Герои Мандалора» и продолжалась до 13 ноября 2017 года.

## Обзор сезонов
| Сезон | Серии | Серии | Даты показа      | Даты показа     |
| Сезон | Серии | Серии | Первая серия     | Последняя серия |
| ----- | ----- | ----- | ---------------- | --------------- |
| КМ    | 4     | 4     | 11 августа 2014  | 1 сентября 2014 |
| 1     | 15    | 15    | 3 октября 2014   | 2 марта 2015    |
| 2     | 22    | 22    | 20 июня 2015     | 30 марта 2016   |
| 3     | 22    | 22    | 24 сентября 2016 | 25 марта 2017   |
| 4     | 16    | 16    | 16 октября 2017  | 5 марта 2018    |

## Список эпизодов

### Короткометражки (2014)
| 1 | Аппарат в Призраке          | The Machine in the Ghost     | Дейв Филони  | Грег Вайсман                  | 11 августа 2014 |
| После рейда на имперский конвой снабжения «Призрак» и его команда — Гера, Кэнан и Чоппер — преследуются истребителями СИД, которые уничтожают щиты и систему связи на «Призраке». После боя остаётся только один СИД, и вместо того, чтобы следовать противоречивым приказам Кэнана и Геры, Чоппер уничтожает его сам.                                                        |                             |                              |              |                               |                 |
| 2 | Атака искусством            | Art Attack                   | Джастин Ридж | Грег Вайсман                  | 18 августа 2014 |
| Сабин проникает на посадочную платформу СИД-истребителей и устраивает диверсию, позволяющую «Призраку» скрыться. Она играет со штурмовиками, насмехаясь над ними. |                             |                              |              |                               |                 |
| 3 | Путаница                    | Entanglement                 | Джастин Ридж | Генри Гилрой и Саймон Кинберг | 25 августа 2014 |
| Зеб идёт по улице в Лотал-Сити, полагая, что это согласованный пункт встречи с Кэнаном. Он сталкивается с двумя штурмовиками, преследующими продавца фруктами. Когда штурмовики попытались его застрелить, они случайно вызывают утечку топлива в СИД-истребителе, который взрывается.                                                                                        |                             |                              |              |                               |                 |
| 4 | Собственность Эзры Бриджера | The Property of Ezra Bridger | Дейв Филони  | Саймон Кинберг                | 1 сентября 2014 |
| Эзра становится свидетелем сражения между «Призраком» и СИД-истребителем; последний был сбит. Ему удаётся открыть люк, но пилот СИДа — барон Вален Рудор — не выражает благодарности за спасение и вместо этого упрекает Эзру за поломку люка. Эзра крадёт несколько предметов у барона, включая шлем. Тот открыл огонь, но был обездвижен энергетической рогаткой мальчишки. |                             |                              |              |                               |                 |

### 1 сезон (2014–15)
| № общий | № в сезоне | Русское название            | Оригинальное название   | Режиссёр                 | Автор сценария                | Дата премьры    | Зрители в США (млн) |
| --- | ---------- | --------------------------- | ----------------------- | ------------------------ | ----------------------------- | --------------- | ------------------- |
| 1 | 1          | Искра мятежа                | Spark of Rebellion      | Стюарт Ли, Стивен Дж. Ли | Саймон Кинберг                | 3 октября 2014  | 2,74                |
| 2 | 2          | Искра мятежа                | Spark of Rebellion      | Стюарт Ли, Стивен Дж. Ли | Саймон Кинберг                | 3 октября 2014  | 2,74                |
| Эзра Бриджер — мальчик-сирота, проживающий в столице Лотала, планеты Внешнего кольца. Ненароком он вмешивается в кражу бластерных винтовок у Галактической Империи членами команды корабля «Призрак» — человеком Кэнаном Джаррусом, мандалоркой Сабин Врен и ласатом Гаразебом «Зебом» Оррелиосом. В итоге Эзра попадает на корабль, где встречает капитана-тви’леку Геру Синдуллу и её дроида С-10P «Чоппер». Эзра находит световой меч и голокрон в комнате Кэнана и последний забирает себе. Винтовки продают, чтобы купить еду и информацию у дилера чёрного рынка и криминального лорда Цикатро Визаго. Команда «Призрака» пищу предоставляет беженцам на Лотале, а информация приводит к местонахождению нескольких вуки, захваченных Империей. Однако это была ловушка, подстроенная агентом Имперской службы безопасности Александром Каллусом, и Эзра попадает в плен. Находясь в камере, Эзра сосредоточившись, нечаянно для себя открывает голокрон и видит сообщение от Оби-Вана Кеноби. Он оказывается спасён командой «Призрака» после того, как узнаёт, куда были отправлены вуки. Во время спасения вуки, Кэнан использует световой меч — он джедай. Узнав, что сирота открыл голокрон, Кэнан предлагает ему стать своим учеником. |            |                             |                         |                          |                               |                 |                     |
| 3 | 3          | Дроиды в беде               | Droids in Distress      | Стюарт Ли                | Грег Вайсман                  | 13 октября 2014 | 1,03                |
| Команда «Призрака» вновь решила украсть партию вооружения для Визаго из-под носа исполняющей обязанности губернатора Лотала в её временное отсутствие на планете министра Маркет Туа, обслуживаемой C-3PO и R2-D2. Оружием оказываются дезинтеграторы, запрещённые Галактическим сенатом после их использования в геноциде ласат. Каллус перехватывает сигнал бедствия «попавшего в беду» C-3PO и следует за «Призраком» к Лоталу. В последующей стычке Эзра спасает Зеба с помощью Силы. Затем Кэнан возвращает двух дроидов их законному владельцу Бейлу Органе, который просматривает записи R2-D2 о действиях команды повстанцев. |            |                             |                         |                          |                               |                 |                     |
| 4 | 4          | Полёт на истребителе        | Fighter Flight          | Стивен Дж. Ли            | Кевин Хоуппс                  | 20 октября 2014 | 0,58                |
| Чоппер вызывает драку между Эзрой и Зебом, поэтому Гера отправляет их за покупками, прося принести мейлурен (этот фрукт на самом деле на Лотале не растёт). Оказалось, что мейлурены всё же есть на планете — но у Империи. Попытка Эзры украсть фрукт приводит к краже Зебом истребителя, на котором они скрываются. На пути к «Призраку» они натыкаются и уничтожают конвой, вёзшей арестантов — семью фермера Морада Сумара, друга родителей Эзры, и партию мейлуренов. После того, как Зеб якобы «разбил» истребитель, Гера замечает, что Эзра и Зеб стали более дружелюбны друг к другу. |            |                             |                         |                          |                               |                 |                     |
| 5 | 5          | Возрождение старых мастеров | Rise of the Old Masters | Стюарт Ли                | Генри Гилрой                  | 27 октября 2014 | 0,95                |
| Эзра начал обучение, но и ученику, и учителю очень трудно. Во время просмотра Голосети повстанцы обнаруживают запись, сообщающую, что магистр-джедай Луминара Ундули выжила после окончания Войн клонов и содержится в имперской тюрьме строгого режима на Стайджен-Прайм. Расстроенный собственной неспособностью преподавать, Кэнан ведёт свою команду на спасение Луминары, надеясь, что она станет более способным учителем для Эзры. Добравшись до места назначения, обнаруживается, что магистр давно умерла, а что её останки используются Инквизиторием (организацией по борьбе с джедаями и их учением) в качестве приманки, чтобы заманивать выживших джедаев в ловушку. Еле уйдя от Гранд-инквизитора, Кэнан решает сам обучить Эзру. |            |                             |                         |                          |                               |                 |                     |
| 6 | 6          | Ломая ранги                 | Breaking Ranks          | Стивен Дж. Ли            | Грег Вайсман                  | 3 ноября 2014   | 0,64                |
| Эзра работает под прикрытием в качестве курсанта Имперской Академии, чтобы предотвратить доставку кайбер-кристаллов. Благодаря Силе он доказывает, что является самым способным учеником в классе, наравне с Заром Леонисом и Джаем Келлом. После завершения миссии Эзра обнаруживает, что Гранд-Инквизитор, заметив «способности» его и Джая, собирается их убить. Зар помогает Джаю и Эзре скрыться, а сам он остаётся в Академии, чтобы выяснить судьбу своей пропавшей сестры. |            |                             |                         |                          |                               |                 |                     |
| 7 | 7          | Из тьмы                     | Out of Darkness         | Стюарт Ли                | Кевин Хоуппс                  | 10 ноября 2014  | 0,60                |
| Из-за выходок Чоппера Эзра и Зеб забывают провести осмотр спасательного челнока. На нём Гера и Сабин отправляются на заброшенную астероидную базу Галактической Республики, чтобы забрать припасы, предоставленные «Фалкрамом», анонимным информатором, с которым общается Гера. Из-за протечки топливного бака на челноке они остаются на базе, кишащей хищниками. Они работают вместе, чтобы дождаться прибытия «Призрака». Тем самым Сабин преодолевает свои проблемы с доверием, а Гера велит ей верить в растущее Восстание. |            |                             |                         |                          |                               |                 |                     |
| 8 | 8          | День Империи                | Empire Day              | Стивен Дж. Ли            | Генри Гилрой                  | 17 ноября 2014  | 0,67                |
| Повстанцы уничтожают прототип нового СИД-истребителя во время парада, посвящённого 15-летию создания Империи. Эзра, который родился в тот же день, озабочен своими чувствами к пропавшим родителям и отказывается от миссии. Вскоре он обнаруживает, что друг его родителей, родианец Цыбо разыскивается Империей. Цыбо «обнаруживается» в подвале старого дома Эзры, где тот рассказывает, что его родители были арестованы за радиопередачи против Империи, после чего Цыбо начал работать на имперцев — он согласился на вживление кибернетического имплантата с важной информацией, а потом сбежал. Повстанцы вывозят его с Лотала. Пока Кэнан и Эзра уводили погоню во главе с Гранд-инквизитором в сторону, Цыбо рассказывает Гере о том, что случилось с родителями Эзры. |            |                             |                         |                          |                               |                 |                     |
| 9 | 9          | Силы прибывают              | Gathering Forces        | Стюарт Ли                | Грег Вайсман                  | 24 ноября 2014  | 0,66                |
| Во время погони имперцам удаётся прикрепить маяк к корпусу челнока, который Кэнан решает отделить от «Призрака» в гиперпространстве вместе с собой и Эзрой на борту, чтобы ввести в заблуждение инквизиторий. Они прибывают на базу из эпизода «Из темноты», а вслед за ними — Гранд-инквизитор. После недолгого боя, закончившегося ранением Кэнана, Эзра воспользовался Тёмной стороной Силы, натравив гигантского фырнока на противника, что позволило им сбежать. Вернувшись на «Призрак», Сабин отдаёт Эзре фотографию его родителей, которую она нашла на Лотале. После этого команда «Призрака» отправляет Цыбо к «Фалкраму». |            |                             |                         |                          |                               |                 |                     |
| 10 | 10         | Путь джедая                 | Path of the Jedi        | Дейв Филони              | Чарльз Мюррей                 | 5 января 2015   | 0,57                |
| Обеспокоенный тем, что Эзра прибегнул к Тёмной стороне, Кэнан приводит ученика в скрытый Храм джедаев в Лотале, чтобы «проверить» его на готовность к обучению. Пока Кэнан остаётся в входа, Эзра проходит внутрь один и сталкивается с серией видений, показывающих, как Гранд-инквизитор убивает Кэнана и остальных членов команды. Посмотрев сквозь иллюзии, Эзра руководствуется бестелесным голосом Гранд-мастера Йоды, который помогает ему признать свой страх и снова оказаться в одиночестве. Кэнан также одновременно говорит с Йодой о своей способности учить Эзру. Йода приводит Эзру к кайбер-кристаллу, который тот использует для создания своего светового меча. |            |                             |                         |                          |                               |                 |                     |
| 11 | 11         | Расклад идиота              | Idiot’s Array           | Стюарт Ли                | Кевин Хоуппс                  | 19 января 2015  | 0,53                |
| Зеб делает ставку в игре Сабакк и проигрывает Чоппера контрабандисту Лэндо Калриссиану, у которого в картах оказался «Расклад идиота» — максимальное очко. Чтобы вернуть дроида, Гера соглашается помочь Лэндо доставить контрабанду. Во время получения товара у криминального лорда Азморигана Лэндо обменивает Геру (назвав её рабыней) на поросёнка, который может обнаружить драгоценные металлы под землёй. Гера сбегает в спасательной капсуле. Униженный, Азмориган и его приспешники перехватывают повстанцев на Лотале, но экипаж успешно отгоняет гангстеров. Повстанцы расстались с Лэндо, но не раньше, чем Чоппер украл топливо у контрабандиста. |            |                             |                         |                          |                               |                 |                     |
| 12 | 12         | Мираж надежды               | Vision of Hope          | Стивен Дж. Ли            | Генри Гилрой                  | 2 февраля 2015  | 0,71                |
| Во время практики в обращении со световым мечом у Эзры случилось раздробленное видение встречи с Галлом Трейвисом, ссыльным сенатором, который сочувствует повстанцам. В тот же день по Голосети Трейвис сообщает о своём прибытии на Лотал. От Зара Леониса Эзра узнаёт, что Каллус планирует использовать сенатора, чтобы заманить повстанцев в ловушку. Вскоре Кэнан находит его и спасает от Каллуса, сбежав в канализацию. К ужасу Эзры, Трейвис оказывается имперским шпионом, который использовал свои антиимперские передачи, чтобы идентифицировать сочувствующих повстанцам. Заподозрив его предательство, Гера перехитрила Трейвиса, не зарядив бластер, который ему отдала. |            |                             |                         |                          |                               |                 |                     |
| 13 | 13         | Призыв к действиям          | Call to Action          | Стюарт Ли                | Грег Вайсман и Саймон Кинберг | 9 февраля 2015  | 0,60                |
| Гранд-мофф Уилхафф Таркин прибывает на Лотал, чтобы разобраться с повстанцами. По его приказу Гранд-инквизитор обезглавливает на глазах у Туа и Каллуса коменданта гарнизона Лотал-Сити и начальника местной Академии. В это же время повстанцы решают обратиться к жителям планеты и ближайших систем, чтобы поведать о предательстве Трейвиса. Кэнан решает захватить главную Имперскую башню связи. Повстанцы считали, что у них есть элемент неожиданности, но они не приняли во внимание прибытие Таркина, который определил, куда они нанесут удар. Гранд-инквизитор и Каллус организуют засаду, благодаря которой джедай попал в плен, но Эзра успел обратиться с антиимперской речью по радио. Чтобы прервать трансляцию, Таркин приказывает разбомбить башню. |            |                             |                         |                          |                               |                 |                     |
| 14 | 14         | Решение повстанцев          | Rebel Resolve           | Джастин Ридж             | Чарльз Мюррей и Генри Гилрой  | 23 февраля 2015 | 0,55                |
| Команде «Призрака» не удаётся найти Кэнана, поэтому «Фалкрам» убеждает Геру спрятаться. Вопреки приказам Геры, Эзра заключает сделку с Визаго на неопределённую услугу в будущем. От него он узнаёт, что из-за разрушения башни связи Империя вынуждена отправлять все свои сообщения через дроидов-курьеров. Тем временем Кэнана доставляют на звёздный разрушитель Таркина, где его пытает Гранд-инквизитор. Экипаж «Призрака» заменяет дроида-курьера на Чоппера, чтобы он мог получить доступ к данным о Кэнане; выясняется, что Таркин планирует перевести пленника на Мустафар. |            |                             |                         |                          |                               |                 |                     |
| 15 | 15         | Огонь распространяется      | Fire Across the Galaxy  | Дейв Филони              | Саймон Кинберг                | 2 марта 2015    | 0,72                |
| Экипаж «Призрака» реквизирует имперский транспорт и использует угнанный Зебом и Эзрой СИД-истребитель, который они спрятали, чтобы проникнуть на звёздный разрушитель Таркина в системе Мустафар. Бриджер освобождает Кэнана, пока Гера, Сабин и Зеб пытаются найти путь для спасения; Чоппер, оставшийся на транспорте, связывается с «Фалкрамом» и просит помочь. В машинном отделении Эзра и Кэнан встречаются с Гранд-инквизитором в поединке на световых мечах, во время которого Эзра упал с помоста, а Кэнан принял его за мертвеца. Используя два меча, ему удаётся повредить оружие инквизитора, а затем испортить ядерный реактор корабля. Гранд-инквизитор бросается в шахту реактора. Затем вся команда покидает разрушитель в двух истребителях, которых подбирает появившийся флот Альянса Повстанцев. На борту «Призрака» повстанцев приветствует Бейл Органа и «Фалкрам» — Асока Тано, рассказавшая им о существующем Восстании. Таркин возвращается на Лотал в сопровождении Дарта Вейдера. |            |                             |                         |                          |                               |                 |                     |

### Специальный эпизод-ревю (2015)[22]
| Русское название | Оригинальное название | Режиссёр                               | Автор сценария                                                          | Дата премьеры   |
| --- | --------------------- | -------------------------------------- | ----------------------------------------------------------------------- | --------------- |
| Хроники | The Ultimate Guide    | Дэйв Филони, Стюард Ли и Стивен Дж. Ли | Генри Гилрой, Кевин Хоппс, Саймон Кинберг, Чарльз Мюррей и Грег Уайзман | 4 мая 2015 года |
| В данном спецэпизоде от лица Кэнана как закадрового рассказчика происходит обзор и подведение итогов событий 1 сезона. |                       |                                        |                                                                         |                 |

### 2 сезон (2015–16)
| № общий | № в сезоне | Русское название                    | Оригинальное название                          | Режиссёр                  | Автор сценария                                | Дата премьеры   | Зрители в США (млн) |
| --- | ---------- | ----------------------------------- | ---------------------------------------------- | ------------------------- | --------------------------------------------- | --------------- | ------------------- |
| 16 | 1          | Осада Лотала                        | The Siege of Lothal                            | Боско ЭнДжи и Брэд Рау    | Генри Гилрой                                  | 20 июня 2015    | 0,59                |
| 17 | 2          | Осада Лотала                        | The Siege of Lothal                            | Боско ЭнДжи и Брэд Рау    | Генри Гилрой                                  | 20 июня 2015    | 0,59                |
| Дарт Вейдер начинает репрессии против населения Лотала и имперских чиновников. Министр Маркет Туа, опасаясь наказания, связывается с повстанцами и в обмен на своё спасение предлагает список сочувствующих Восстанию на Лотале и ближайших системах, не арестованных по причине наличия у большинства «друзей» в Галактическом сенате, и ответ на вопрос «чем Лотал заинтересовал Империю?». Воспользовавшись этим, Вейдер организует взрыв челнока, на котором Туа должна была сбежать, и заявляет, что это преступление экипажа «Призрака»; вскоре Вейдер их обнаруживает. После поражение в дуэли на световых мечах Кэнан рассказывает Эзре о ситхах. С помощью Калриссиана «Призрак» возвращается к флоту повстанческой ячейки Асоки — эскадрилье «Феникс», но Вейдер снова их обнаруживает и уничтожает флагман. В это время Асока и Кэнан медитируют, пытаясь «нащупать» ситха в Силе, чем выдают своё присутствие Вейдеру — он прекращает атаку, дав повстанцам уйти. В гиперпространстве Кэнан и остальные изъявляют желание присоединиться к «Фениксу» командора Джуна Сато. Жертвы: наместник Макет Туа на Лотале Дарт Вейдер сообщает о обнаружении Асоки Дарту Сидиусу, который приказывает отправить по следу «Призрака» одного из инквизиторов в надежде, что Асока выдаст местонахождение выживших джедаев. |            |                                     |                                                |                           |                                               |                 |                     |
| 18 | 3          | Пропавшие командиры                 | The Lost Commanders                            | Дейв Филони и Серджо Паэс | Мэтт Мичноветц                                | 14 октября 2015 | 0,46                |
| Едва избежав полного уничтожения Вейдером, Асока Тано посылает «Призрак» найти бывшего военного в системе Сиелос, который знает о полезных укрытиях во Внешнем кольце. Пока Гера и Чоппер остаются чинить «Призрак» на орбите, осатльные берут шаттл и вскоре обнаруживают командира — это клон-капитан Рекс, который живёт в шагоходе AT-TE вместе с друзьями-клонами — коммандерами Вульфом и Грегором. Кэнан сразу же становится к ним враждебен, из-за роли клонов в истреблении джедаев, хотя Рекс и остальные утверждает, что они удалили свои мозговые чипы. Эзра ведёт переговоры с Рексом об информации, касающейся потенциальных баз. По «ходу дела» Грегор завербовал их для охоты, используя Зеба как приманку, чтобы поймать неуловимого джупу. После успешной охоты Рекс отдаёт координаты баз армий Галактической Республики, Конфедерации Независимых Систем и мандалорцев. Сабин обнаруживает, что Вульф передал расположение команды «Призрака» Империи. Стычка с имперским разведывательным зондом повреждает шаттл, на котором прилетели повстанцы. |            |                                     |                                                |                           |                                               |                 |                     |
| 19 | 4          | Реликвии Старой Республики          | Relics of the Old Republic                     | Боско ЭнДжи               | Стивен Мельчинг                               | 21 октября 2015 | 0,54                |
| Адмирал Кассиус Константин и агент Александр Каллус прибывают в систему Сиелос. Эзра пытается убедить клонов присоединиться к Восстанию, но Рекс и остальные, стараясь загладить свою вину, предлагают задержать имперцев, чтобы повстанцы могли сбежать. Каллус приказывает клонам сдать повстанцев, но когда Рекс отказывается, Каллус прибывает с тремя AT-AT. Воспользовавшись песчаной бурей и Силой, Кэнан, Эзра и клоны используют основное оружие своего AT-TE, чтобы уничтожить один из AT-AT. Тем временем Константина вызывает Вейдер, и он уводит свой разрушитель, оставив Каллуса на планете. Кэнан, Эзра и Зеб захватываю AT-AT и поворачивают своё оружие против шагохода Каллуса, позволив клонам уничтожить последний; Каллус бежит на спидере. Гера возвращается, и повстанцы вместе с Рексом воссоединяются с Асокой. Константина же вместо тёмного повелителя посещает инквизитор — Пятый брат, который должен покончить с джедаями. |            |                                     |                                                |                           |                                               |                 |                     |
| 20 | 5          | Их всегда двое                      | Always Two There Are                           | Брэд Рау                  | Кевин Хоуппс                                  | 28 октября 2015 | 0,54                |
| Зеб, Сабин и Чоппер вместе с Эзрой, сбежавшим от противоречивых наставлений Кэнана и Рекса, отправляются на заброшенную медицинскую базу Галактической Республики в поисках лекарств. Чоппер активирует энергию всей базы, что не скрывается от сенсоров флота Константина. Через несколько часов повстанцы встречаются с прибывшими инквизиторами — Пятым братом и Седьмой сестрой. Последней удаётся взять в плен Эзру и Сабин; она начинает допрашивать их на предмет знакомства с Асокой. Зебу и Чопперу, в конце концов, удаётся спасти их и уйти от инквизиторов. Вернувшись к флоту, Эзра рассказывает о существовании встреченных им инквизиторов. |            |                                     |                                                |                           |                                               |                 |                     |
| 21 | 6          | Братья «Сломанного Рога»            | Brothers of the Broken Horn                    | Сол Руис                  | Билл Волкофф                                  | 4 ноября 2015   | 0,55                |
| Эзра получает сигнал бедствия с корабля Визаго. Эзра и Чоппер решили посмотреть, что случилось. Когда они прибывают на корабль, то узнают, что корабль «выигран» в саббак пиратом Хондо Онака. Эзра обнаруживает на борту груз генераторов, которые давно хочет закупить Гера, и договаривается с Хондо о продажи части генераторов, при условии что четыре уйдёт ему. Затем Эзра направляется вниз, что принести что-нибудь выпить, и обнаруживает в карцере Визаго. Тот напоминает о долге, что числится за джедаем с того момента, как Кэнан попал в плен к Гранд-инквизитору. Ему удаётся не только вернуть «Сломанный Рог» его владельцу, но и забрать те генераторы, что «причитались» ему по сделке с Хондо. |            |                                     |                                                |                           |                                               |                 |                     |
| 22 | 7          | Крылья мастера                      | Wings of the Master                            | Дейв Филони, Серджо Паэс  | Стивен Мельчинг                               | 11 ноября 2015  | 0,55                |
| Эскадрилья «Феникс» пытается прорвать имперскую блокаду Ибаара, но их транспорт с продовольствием сбивают — миссия провалена. Рекс рассказывает о том, что один инженер-мон-каламари разрабатывал истребитель для прорыва блокад. Гере удаётся найти и убедить этого инженера — Кворри, передать его корабль, B-wing, Альянсу. С помощью только одного выстрела с этого истребителя Гера сбивает один из лёгких крейсеров над Ибааром, и «Призрак» доставляет на планету необходимые припасы. |            |                                     |                                                |                           |                                               |                 |                     |
| 23 | 8          | Кровные сёстры                      | Blood Sisters                                  | Боско ЭнДжи               | Кевин Хоуппс                                  | 18 ноября 2015  | 0,47                |
| Гера отправляет Сабин, Эзру и Чоппера на поиски неизвестного информационного курьера, который оказывается неуклюжим дроидом. За этим же дроидом охотиться Кетсу О́но, старый «друг» Сабин. Когда несколько штурмовиков обнаруживают их, Сабин и Чоппер крадут корабль и уходят с планеты с дроидом, а Эзра остаётся в космопорту. Кетсу также сбегает и после столкновения в космосе с Сабин захватывает Чоппера, предлагая обменять дроидов. Их деятельность привлекает внимание лёгкого крейсера Империи. Чтобы спастись они устанавливают взрывчатку на украденном корабле. Во время очередного обстрела Сабин потеряла сознание, и Кетсу спасает её. Взрыв позволяет им уйти от Империи и отвезти дроида на Альдераан к Бейлу Органе и R2-D2. |            |                                     |                                                |                           |                                               |                 |                     |
| 24 | 9          | Невидимый удар                      | Stealth Strike                                 | Брэд Рау                  | Мэтт Мичноветц                                | 25 ноября 2015  | 0,55                |
| Эзра и командор Сато попадают в плен, когда их корвет оказывается вырван из гиперпространства новым имперским оружием — экспериментальным крейсером «Запретитель», генерирующим гравитацию, достаточно сильную, чтобы вытаскивать корабли из гиперпространства. Гера посылает Кэнана, Рекса и Чоппера, чтобы спасти их, используя украденный челнок, броню штурмовиков и знания Рекса об имперских кодах и протоколах для проникновения на крейсер. Эзра сам освобождается и встречает своих «спасителей» у тюремных блоков. Эзра и Чоппер направляются к реактору, чтобы устроить саботаж; тем временем Рекс оказывается захвачен, когда он и Кэнан сопровождали Сато и его команду к их шаттлу. Кэнан возвращается, чтобы спасти Рекса, после чего они эвакуируются на спасательной капсуле. Саботаж Чоппера приводит к перегрузке проекторов гравитационных колодцев, притягивая лёгкие крейсеры сопровождения к «Запретителю» и тем самым уничтожая его. |            |                                     |                                                |                           |                                               |                 |                     |
| 25 | 10         | Будущее Силы                        | The Future of the Force                        | Сол Руис                  | Билл Волкофф                                  | 2 декабря 2015  | 0,49                |
| Асока сообщает Кэнану, что она продолжает расследование в отношении Вейдера, но найти информацию о нём сложно. Но она перехватила передачу двух координат: она направляется к одному из них, а Кэнана, Эзра, Зеб и Чоппер к другому. Асока прибывает к своей цели первой — это повреждённый пассажирский корабль. Оставшаяся в живых пожилая женщина утверждает, что «красные мечи» забрали её внука. Асока сообщает Кэнану, уже прибывшему по вторым координатам о инквизиторах. Зеб и Чоппер определяют местонахождение истребителей инквизиторов и забирают младенца, находящегося в одном из них, прежде чем уничтожить их; Чоппер забирает его на шаттл. Кэнан и Эзра находят мать второго ребёнка — она отдала своё дитя дроиду. Зеб находит этого дроида и забирает младенца на глазах у Седьмой сестры и Пятого брата. Кэнан обнаруживают, что дети чувствительны к Силе, а инквизиторы преследуют их, чтобы они не стали джедаями. На обратном пути к шаттлу инквизиторы нагоняют повстанцев, но их спасает прибывшая Асока. Повстанцы уходят, но один из дроидов Седьмой сестры записал слова Эзры, упомянувшего в качестве свой базы планету Гарел. |            |                                     |                                                |                           |                                               |                 |                     |
| 26 | 11         | Наследие                            | Legacy                                         | Мел Цвиер                 | Генри Гилрой                                  | 9 декабря 2015  | 0,55                |
| Эзры видит яркий сон о родителях — он убеждён, что это видение, которое приведёт его к раскрытию их судьбы. Гера и Кэнан рассказывают, что они тайно проводили месяцы, исследуя данные от Цыбо, и среди них была информация о недавнем массовом бегстве заключённых из тюрьмы Лотал-Сити. Когда «Призрак» готовится вернуться на Лотал, Имперский флот прибывает на Гарел. Эзра и Кэнан улетают на Лотал в челноке, а «Призрак» остаётся с флотом. На Лотале Эзра следует за лот-котом, который приводит их к бежавшему заключённому X-10, которого видел во сне Эзра. Им является экс-губернатор Лотала Райдер Азади. Азади говорит Эзре, что его родители услышали обращение с Лотала и вдохновились организовать побег. Райдеру и ещё многим это удалось, но родители Эзры были убиты. Эзра утешается тем, что они услышали его послание. |            |                                     |                                                |                           |                                               |                 |                     |
| 27 | 12         | Принцесса на Лотале                 | A Princess in Lothal                           | Боско ЭнДжи               | Стивен Мельчинг                               | 20 января 2016  | 0,60                |
| Пока Эзра «переваривает» новости о родителях, сенатор Бейл Органа отправляет повстанцам три корвета «Молотоглав» (уменьшенная копия звёздного разрушителя Галактической Республики, использовавшегося в 3997 ДБЯ — 1000 ДБЯ). Миссия, представленная как доставка гуманитарной помощи, возглавляется Леей Органой. Она встречается с Кэнаном и Эзрой и убеждает их «украсть» её корабли, чтобы Альдераан не потерял место в Галактическом сенате. Однако планы срываются, когда лейтенант Лист приказывает поставить замки на корабли, на «всякий случай». Лея вдохновляет команду на разработку плана кражи корветов: Лея отвлекает охранников, «Призрак» обеспечивает авиационную поддержку, а Азади отключает гравитационные замки на кораблях. Этот план увенчался успехом: повстанцам удалось украсть все три корвета, а Лея обвиняет Листа в том, что он не уберёг её имущество. |            |                                     |                                                |                           |                                               |                 |                     |
| 28 | 13         | Защитник Конкорд-Дауна              | The Protector of Concord Dawn                  | Брэд Рау                  | Генри Гилрой и Кевин Хоуппс                   | 27 января 2016  | 0,48                |
| Когда Империя усиливает блокаду Лотала, повстанцы начинают искать новый путь для контрабанды. Гера и Сабин отправляются на Конкорд-Даун, чтобы попросить безопасного прохода у Защитников, мандалорской фракции, которая контролирует планету. Однако Защитники заявляют, что они на стороне Империи, и немедленно атакуют. Сабин и тяжелораненой Гере удаётся сбежать. Затем Кэнан и Сабин возвращаются на Конкорд-Даун. Они обнаруживают, что лидер Защитников, Фенн Рау, подкупается Империей. Кэнан встречается с Рау, раскрывает себя как джедай и напоминает, что Рау и его эскадрилья спасала легион клонов учителя Кэнана, магистра Депы Билабы во время Войн клонов. Тем временем Сабин пытается устроить саботаж, но её обнаруживают. Она заявляет Защитникам, что она из Дома Визсла (вызвав у них воспоминания о «Дозоре Смерти»), и бросает вызов Рау. Работая вместе, Кэнан и Сабина захватывают лидера, и он соглашается разрешить повстанцам безопасный проход через Конкорд-Даун. |            |                                     |                                                |                           |                                               |                 |                     |
| 29 | 14         | Легенды о Ласатах (Наследие Ласана) | Legends of the Lasat (The Legacy of the Lasan) | Сол Руис                  | Мэтт Мичноветц                                | 3 февраля 2016  | 0,56                |
| Следуя совету Хондо, команда «Призрака» спасает пару ласат из имперского рабства: Чаву Мудрую и Грона. Оба они признают в Зебе капитана Королевского почётного караула Ласана. Чава и Грон объясняют, что они ищут мифический мир Лира-Сан, где выжившие ласаты смогут найти убежище. Зеб не хочет помогать, тем не менее с некоторой поддержкой от Эзры Зеб превращает свою Бо-Винтовку в её истинную форму и комбинирует с посохом Чавы во время ритуала, показывая местонахождение Лира-Сан в неизведанном Диком пространстве. Прибыв на место, они обнаруживают, что путь заблокирован плотным скоплением чёрных дыр; мгновение спустя появляется лёгкий крейсер Каллуса — он допросил Хондо. Полагаясь на мудрость Чавы, Зеб использует энергию своей винтовки, чтобы создать защитное поле вокруг «Призрака», позволив безопасно перемещаться по скоплению. С другой стороны они находят мир Лира-Сан. Доставив туда Чаву и Грона (к находящимся там ласатам, по заявлению Зеба), Оррелиос решает остаться на «Призраке». |            |                                     |                                                |                           |                                               |                 |                     |
| 30 | 15         | Вызов                               | The Call                                       | Мел Цвиер                 | Билл Волкофф                                  | 10 февраля 2016 | 0,59                |
| Команда «Призрака» намеревается перехватить поставку топлива с удалённой станции Горной гильдии имперцам. На эту станцию одновременно нападают пёргиллы — космические существа, считающиеся опасными для кораблей. Пока Кэнан и Эзра отправились «воровать», остальные попытались поджечь запасы горняков, которые оказали серьёзное сопротивление. Эзра случайно падает в кратер с топливом, но его спасает пёргилл; как понял джедай, установив связь с пёргиллом с помощью Силы, этим существам нужно топливо — оно их питание. Стая пёргиллов, разрушив станцию и набравшись топлива, уходят в гиперпростанство, по которому они путешествуют без технологий. |            |                                     |                                                |                           |                                               |                 |                     |
| 31 | 16         | Возвращение на родину               | Homecoming                                     | Боско ЭнДжи               | Стивен Мельчинг                               | 7 февраля 2016  | 0,51                |
| Эскадрилья «Феникс» нуждается в новой базе, и командор Сато присматривает её — имперский авианосец, базирующийся на орбите Рилота, родины Геры. Она связывается со своим отцом, героем Войн клонов и главой местной повстанческой ячейки Чамом Синдуллой. Чам уже готовил операцию по уничтожению авианосца, но с неохотой соглашается на его захват, при условии, что он и его люди примут в этом участие. Повстанцам удалось проникнуть на имперский корабль, но тут Чам и его люди предают Геру и её спутников — связывают их и пытаются уничтожить авианосец. Как выяснилось, Гера с отцом состоит в не лучших отношениях — Синдулла не верит в действенность Восстания и намерен сражаться только за Рилот. Кэнан и Эзра освобождаются и воздействуя Силой на капитана авианосца, заставляют его отдать приказ всем покинуть корабль; тем временем Сабин и Зеб захватывают людей Чама и нейтрализуют угору для реактора, которою те создали. В систему прибывает имперский лёгкий крейсер, который помирившиеся Гера и Чам уничтожают, достигнув тем самым первоначальной задумки тви’лека — демонстрации силы. |            |                                     |                                                |                           |                                               |                 |                     |
| 32 | 17         | Почтенные                           | The Honorable Ones                             | Брэд Рау                  | Кевин Хоуппс                                  | 24 февраля 2016 | 0,56                |
| Получив сообщение об имперской активности на Джеонозисе, команда «Призрака» отправилась исследовать его. Выясняется, что ранее густонаселённая местными планета теперь безжизненна, а на орбите имеются свидетельства создания чего-то большого. Высадившись на один из строительных модулей, команда натыкается на Александра Калусса и бежит, но Зеб отстаёт. Вынужденный воспользоваться спасательной капсулой, он оказывается в ней вместе имперцем, а в ходе борьбы они повреждают аппарат и разбираются на ледяной луне. Каллус повредил ногу, и Зеб начинает помогать ему. Вместе они отбиваются от пещерных хищников и выбираются на поверхность. Зеб активирует маячок и предлагает Каллусу присоединиться к нему — ведь Империя того не спасёт; хотя агент отказывается, они расстаются в хороших отношениях. Когда Александра всё же спасают, он обращает внимание на отсутствие внимания и заботы — на его ранения не обратили внимания. |            |                                     |                                                |                           |                                               |                 |                     |
| 33 | 18         | Пелена тьмы                         | Shroud of Darkness                             | Сол Руис                  | Генри Гилрой                                  | 2 марта 2016    | 0,68                |
| В очередной раз столкнувшись с инквизиторами, Кэнан и Эзра приходят к выводу, что их нахождение с флотом небезопасно для последнего. Вместе с Асокой они отправляются в Храм джедаев на Лотале, чтобы «получить ответы». Там каждому приходит видение: Эзра видит себя на Дагобе и беседует с гранд-мастером Йодой о ситхах, прося помощи; тот советует найти Мэлакор. Кэнан оказывается в Храме джедаев на Корусанте, где фехтует с храмовым стражем, который заставляет Кэнана раскрыть глаза на обучение Эзры — это опасно. Джаррус признаёт правоту стража; страж оказывается Гранд-инквизитором, который был ранее джедаем; Гранд-инквизитор посвящает Кэнана в рыцари. Асока остаётся в лотальском храме и видит призрак Энакина Скайуокера, который заявляет, что она бросила его тогда, когда была нужна, и признаётся, что он сейчас Дарт Вейдер. Седьмая сестра и Пятый брат находят храм и прерывают все видения. Однако призрак Гранд-инквизитора в одеяниях стража задерживает их, позволяя джедаям уйти. Когда Асока сообщает Бриджеру, что Мэлакор — это планета, в лотальский Храм джедаев прибывает Вейдер. |            |                                     |                                                |                           |                                               |                 |                     |
| 34 | 19         | Забытый дроид                       | The Forgotten Droid                            | Мел Цвиер                 | Мэтт Мичноветц                                | 16 марта 2016   | 0,58                |
| Команда «Призрака» снова занимается похищением топлива, на этот раз с базы «Горизонт». Чоппер, вместо того, чтобы выполнить приказ Геры и остаться на корабле, отправился по магазинам в поисках новой «ноги». Найдя подходящую, он её похищает с витрины, и вдруг обнаруживает, что «Призрак» улетел — никто и не заметил, что дроида нет. Зато дроида заметили штурмовики, которые хотели отнять «ногу» и арестовать астромеханика. В поисках укрытия Чоппер оказывается на Имперском грузовом судне, которое покидало систему. На борту он знакомится AP-5, протоколистом, который воевал в Войнах клонов, а теперь он никому не нужный дроид, которого вот-вот спишут. Чоппер откручивает с нового друга смирительный болт и берёт судно под свой контроль. Вместе дроиды узнали из имперской системы, что позиции флота повстанцев обнаружены. Тогда AP-5 советует планету Атоллон, а услывавший это имперец выстреливает в протоколиста. Позднее повстанцы починили AP-5, для чего использовали украденную Чоппером ногу, которую тот пожертвовал другу. |            |                                     |                                                |                           |                                               |                 |                     |
| 35 | 20         | Тайна базы Чоппера                  | The Mystery of Chopper Base                    | Боско ЭнДжи               | Стивен Мельчинг                               | 23 марта 2016   | 0,53                |
| Эскадрилья «Феникс» обосновалась на Атоллоне. Но во время установки сенсоров пропадает пилот. Командор Сато на её поиски отправляет Сабин и Рекса. Вскоре они обнаруживают, что тут живут огромные пауки, которые убили пилота, а затем схватили и Рекса. Команда «Призрака» приступает к поискам клона, и находит его в глубоких пещерах, а затем пытается покинуть территорию пауков на «Призраке», однако это им не удаётся — существа оплели корабль паутиной. Отогнать их удалось только с помощью сенсоров, шум которых не нравился паукам. Этими сенсорами было принято решенене «отгородить» базу. Асока прибывает на Атоллон и предлагает лететь на Мэлакор. |            |                                     |                                                |                           |                                               |                 |                     |
| 36 | 21         | Сумерки ученика                     | Twilight of the Apprentice                     | Дейв Филони               | Дейв Филони, Саймон Кинберг и Стивен Мельчинг | 30 марта 2016   | 0,69                |
| 37 | 22         | Сумерки ученика                     | Twilight of the Apprentice                     | Дейв Филони               | Дейв Филони, Саймон Кинберг и Стивен Мельчинг | 30 марта 2016   | 0,69                |
| Асока, Эзра, Кэнан и Чоппер прибывают на Мэлакор. В одной из пещер скрыт древний Храм ситхов, вокруг которого когда-то шло сражение между джедаями и ситхами, и все они «застыли» в камне после неизвестного катаклизма. Чоппер обнаруживает СИД-истребитель, а джедаи нового инквизитора — Восьмого брата. Им удалось его схватить и выяснить, что он тут разыскивает «Тень». Незаметно для джедаев инквизитор вызывает помощь, а когда Седьмая сестра и Пятый брат прибывают, присоединяется к ним. Эзра проваливается на нижние уровни, где встречает гуманоида, представившегося «Старым мастером». Вместе они исследуют Храм, а «мастер» учит Эзру использовать Тёмную сторону Силы; таким образом они находят голокрон ситхов и выходят из храма как раз к тому моменту, когда трое инквизиторов прижимают Асоку и Кэнана. Асока узнаёт «мастера» — это Дарт Мол, который с Эзрой выходит против инквизиторов. Во время передышки между дуэлями Мол говорит Эзре, что голокрон необходимо поместить на вершину Храма, чтобы получить ответ на любой вопрос. Пока Эзра отправился туда, Мол расправился со всеми инквизиторами, а затем предал джедаев и ослепил Кэнана; его цель — сделать Бриджера своим учеником. Тем временем Бриджер активировал храм, оказавшийся супероружием. Чоппер сообщает о прибытии Дарта Вейдера; Мол бежит на СИДе инквизитора. Вейдер побеждает Эзру и требует отдать голокрон, но его внимание переключается на Асоку. Кэнан помогает Эзре деактивировать начавший разрушаться храм, а затем покидает с Эзрой и Чоппером Мэлакор. Асока сражается с Вейдером, который подтверждает видение своего бывшего падавана на Лотале. В конце серии раненный Вейдер покидает разрушенный Храм, а Эзра в медитации открывает голокрон ситхов. |            |                                     |                                                |                           |                                               |                 |                     |

### 3 сезон (2016–17)
| № общий | № в сезоне | Русское название         | Оригинальное название    | Режиссёр                | Автор сценария                                | Дата премьры     | Зрители в США (млн) |
| --- | ---------- | ------------------------ | ------------------------ | ----------------------- | --------------------------------------------- | ---------------- | ------------------- |
| 38 | 1          | Шаги во тьму             | Steps into Shadow        | Боско ЭнДжи и Мел Цвиер | Стивен Мельчинг, Мэтт Мичноветц               | 24 сентября 2016 | 0,56                |
| 39 | 2          | Шаги во тьму             | Steps into Shadow        | Боско ЭнДжи и Мел Цвиер | Стивен Мельчинг, Мэтт Мичноветц               | 24 сентября 2016 | 0,56                |
| Спустя шесть месяцев после событий на Мэлакоре команда «Призрака» и Эзра, вооружённый новым мечом взамен уничтоженного Вейдером и навыками Силы из голокрона ситхов, освобождает из Имперской тюрьмы Хондо Онаку. У того повстанцы получают информацию о республиканских истребителях-бомбардировщиках Y-wing, которые утилизируются на имперской станции в облаках Йармы. Миссию туда возглавит новоиспечённый коммандер Бриджер. Тем временем Кэнан, отдалившийся от всех, находящийся в депрессии вследствие слепоты, обнаруживает, что Эзра пользуется Тёмной стороной и отнимает голокрон. Затем он в пустыне Атоллона встречает существо по имени Бенду, находящегося между Светлой и Тёмной сторонами Силы. Бенду помогает Кэнану научиться «видеть» с помощью Силы и ощущать местных пауков, однако не завершив тренировку, Кэнан покидает Бенду, оставив ему ситхский голокрон — он почувствовал опасность для Эзры, который как раз улетел на миссию. Между тем на Лотал возвращается губернатор Аринда Прайс. Обнаружив хаос, она обращается к Таркину, прося предоставить ей подразделения 7-го флота и его командира — Гранд-адмирала Трауна. Миссия Эзры провалилась — ему удалось захватить лишь горстку бомбардировщиков, при этом лишённых возможности покинуть систему, и к тому же потерял шаттл с «Призрака». Кроме того, его стараниями станция начала падать вглубь газового гиганта Йармы. Прибывший Кэнан спасает ученика, а Траун отпускает повстанцев с их «жалким призом». |            |                          |                          |                         |                                               |                  |                     |
| 40 | 3          | Голокроны судьбы         | The Holocrons of Fate    | Стюарт Ли               | Генри Гилрой                                  | 1 октября 2016   | 0,41                |
| Кэнан, Эзра и несколько солдат находят повреждённый повстанческий крейсер. Единственный выживший говорит, что на них напал «красный клинок» и заставил сообщить координаты «Призрака». Связавшись с кораблём, джедаи обнаруживают, что Гера, Зеб, Сабин и Чоппер взяты в плен Молом; выкуп за них — голокрон ситхов с Мэлакора и джедайский голокрон Кэнана. Джаррус и Бриджер приходят к Бенду за голокроном, но тот сообщает, что спрятал его в пещерах пауков. Джедаям удалось забрать его, вновь установив между собой дружеские отношения. Бенду говорит, что соединённые голокроны джедаев и ситхов дадут любые знания, но за определённую плату. Затем джедаи прибывают на «Призрак». Пока Эзра и Мол соединяли голокроны, Кэнан освободил пленников. Мол спрашивал, «где же он?!», а Эзра — «как победить ситхов?». Они не успели получить полные ответы, поскольку Кэнан разорвал соединение. Мол сбежал, узнав, что он жив, а Эзра получил образ пустынной планеты с двумя солнцами. |            |                          |                          |                         |                                               |                  |                     |
| 41 | 4          | Эвакуация Антиллеса      | The Antilles Extraction  | Сол Руис                | Гэри Уитта                                    | 8 октября 2016   | 0,51                |
| Повстанцы несут большие потери, но новый агент «Фалкрам» сообщает, что в имперской лётной академии на Монтроссе есть те, кто желает дезертировать. Сабин Врен проникает в Академию под видом курсанта и сходиться там с тремя сочувствующими — Веджем Антиллесом, Хобби Кливианом и Рейком. Эзра на фрегате эскадрильи «Феникс» уже собирался их забрать, как в Академию прибыли губернатор Прайс и агент Каллус для выявления перебежчиков. Во время учебного полёта в космосе на СИД-истребителях Сабин и её спутники попытались состыковаться с прибывшим фрегатом, но у них это не удалось — по дистанционному приказу Прайс их истребили отстрелили крылья. Вульт Скерис доставил беглецов в Академию, где Рейк был застрелен, а остальные взяты в плен. Прайс приступила к допросу Сабин, но той удалось вырваться и разыскать Веджа и Хобби. Бежать на СИД-бомбардировщике им помог Каллус, таким образом отдавший должок Зебу за своё спасение на луне Джеонозиса. |            |                          |                          |                         |                                               |                  |                     |
| 42 | 5          | Герои Геры               | Hera’s Heroes            | Мел Цвиер               | Николь Дюбюк                                  | 15 октября 2016  | 0,40                |
| С Герой выходит на связь её отец Чам, сообщивший о неожиданной активации действий местного имперского гарнизона и захвате их дома, который последние превратили в свой штаб. Это означало утерю каликори — важнейшей реликвии каждой тви’лекской семьи. Гера, Эзра и Чоппер проникают в штаб, пока остальные во главе с Чамом отвлекают внимание имперцев активными действиями в горах. Гере удалось найти каликори, но её заметил Траун, чьим присутствием и объяснялся неожиданный успех Имперской Армии. Он, будучи экспертом в вопросах искусства, идентифицировал прикинувшуюся служанкой Геру как дочь главы семейства. Она и Эзра попали в плен, тогда как сам каликори попал в коллекцию Гранд-адмирала. Траун предложил Чаму сделку: он обменяет пленных на него. Во время обмена, однако, произошло неожиданное: Чоппер, который остался незамеченным, нашёл склад взрывателей и заминировал дом, взорвал его, дав тем самым время «Призраку» уйти и с пленными, и с Чамом. Но всё же каликори уцелел: Траун успел его переправить на свой корабль. |            |                          |                          |                         |                                               |                  |                     |
| 43 | 6          | Последняя битва          | The Last Battle          | Боско ЭнДжи             | Брент Фридман                                 | 22 октября 2016  | 0,45                |
| Во время Войн клонов на Агамаре разбился сепаратистский корабль снабжения, и его останки на предмет наличия протонных бомб взялись исследовать Кэнан, Эзра, Зеб, Рекс и Чоппер, пока «Призрак» с Герой и Сабин на борту возвратился на Атоллон. Как выясняется, экипаж корабля не только уцелел, но и функционирует: эти боевые дроиды и их командующий, тактический супердроид генерал Калани небыли отключены. Генерал берёт Зеба в плен и предлагает джедаям и клону завершить Войны клонов последней, решающей битвой. Пока они сражались, Чоппер обнаружил три целых неймодианских шаттла и с борта одного из них послал сигнал о помощи Гере; однако этот сигнал подслушали имперцы. К тому моменту, когда «республиканцы» победили, добравшись до мостика, на Агамар прибыл адмирал Константин. Пока тот высаживал десант, Эзра убедил Калани и дроидов в том, что Войны клонов проиграла и Галактическая Республика, и Конфедерация Независимых Систем, а потому им стоит объединиться против победившей Империи. Дроиды и повстанцы разбили имперцев и покинули планету на шаттлах, что нашёл Чоппер. Поскольку шанс успеха Восстания Калани оценил в 1%, дроиды мирно расстались с повстанцами, которым подарили свои протонные бомбы. Рекс поздравил Эзру с тем, что ему удалось сделать то, что дипломаты не смогли: заставить клонов и дроидов отложить свои разногласия. |            |                          |                          |                         |                                               |                  |                     |
| 44 | 7          | Имперские суперкоммандос | Imperial Super Commandos | Стюарт Ли               | Кристофер Йост                                | 5 ноября 2016    | 0,55                |
| Сабин всё ещё пытается убедить находящегося у повстанцев Фенна Рау присоединиться вместе с Защитниками к Восстанию, но тот отказывается. Когда связь с базой Защитников прерывается, Сабин, Эзра, Чоппер и Рау отправляются туда и обнаруживают, что база разрушена, а все Защитники мертвы. Там же находиться Имперский дроид-разведчик, которого они уничтожают, хотя тот успевает сообщить о повстанцах. Вскоре на Конкорд-Даун прибывает губернатор Мандалора Гар Саксон и берёт Эзру с Чоппером в плен. Наблюдая за Саксоном, Рау понимает, что Империя изначально планировала избавиться от Защитников, а то, что его не было базе, спасло ему жизнь. Он объединяется с Сабин и помогает спасти пленных, но затем предаёт их и угоняет новый челнок с «Призрака», намереваясь бежать. Сабин, Эзра и Чоппер пытаются укрыться от Саксона, но их спасает Рау, впечатлённый верностью Сабин повстанцам. После этого Фенн Рау официально присоединяется к Восстанию. |            |                          |                          |                         |                                               |                  |                     |
| 45 | 8          | Железная эскадрилья      | Iron Squadron            | Сол Руис                | Мэтт Мичноветц                                | 19 ноября 2016   | 0,41                |
| Эскадрилья «Феникс» отправляется в систему Синистаг, чтобы эвакуировать оттуда мирных жителей, сочувствующих Альянсу. На орбите действует старый фрахтовик, позиционирующий себя как «Железная эскадрилья». На самом деле экипаж состоит из подростков во главе с племянником командора Сато — Мартом. «Железные» отказались покидать систему, а потому Эзра, Сабин и Чоппер поднялись к ним на борт, чтобы переговорить. Их корабль повреждён — не работает гипердвигатель, но Март и его друзья намеренно отказываются от помощи, чтобы своими силами сразится с Трауном, который, как они и предполагали, вскоре появился над Синистагом. Однако они переоценили свои силы, и только вовремя пришедшие повстанцы во главе с Сато помешали Трауну покончить с «Железной эскадрильей». После этого подростки присоединяются к эскадрилье «Феникс». |            |                          |                          |                         |                                               |                  |                     |
| 46 | 9          | Работа на Винкасе        | The Wynkahthu Job        | Мел Цвиер               | Гэри Уитта                                    | 26 ноября 2016   | 0,44                |
| Хондо и его новые бизнес-партнёры — Азмориган и Мелч — предлагают команде «Призрака» работёнку — ограбить брошенный имперский грузовоз, который медленно погружается вглубь газового гиганта Винкаса. Повстанцы возьмут груз протонных бомб, а «партнёры» — ценности. Во время ограбления активируются охранные дроиды, и грабители с трудом спасаются на «Призраке», всё же забрав все протонные бомбы, а Хондо и остальные не получили ни кредита. Эзра, до того полностью доверявший Хондо, начинает в нём сомневаться, ведь тот пытался бросить Азморигана и Мелча на корабле, присвоив все деньги себе. |            |                          |                          |                         |                                               |                  |                     |
| 47 | 10         | Информатор               | An Inside Man            | Стюарт Ли               | Николь Дюбюк                                  | 3 декабря 2016   | 0,36                |
| Эзра и Кэнан возвращаются на Лотал, намереваясь уничтожить расположившийся в Лотал-Сити новый имперский завод. Как они выясняют, местная повстанческая группа во главе с Райдером Азади внедрилась на завод и портит его продукцию. Вместе с Морадом Сумаром джедаи и Чоппер притворяются рабочими и попадают на смотр, который проводят Траун и Каллус, тоже заметившие признаки саботажа. Траун предлагает Сумару испробовать собранный им же спидер, и тот погибает от взрыва испорченного двигателя. Траун изолирует завод, чтобы найти приспешников Сумара. Чоппер взламывает серверы и узнаёт, что Траун и Прайс создают новый СИД-защитник, оборудованный щитами а потому чрезвычайно опасный. Александр раскрывает их и признаётся, что новый «Фалкрам» — это он, а затем помогает бежать. Траун подозревает, что в рядах имперцев есть шпион, но пока решает его не искать. |            |                          |                          |                         |                                               |                  |                     |
| 48 | 11         | Видения и голоса         | Visions and Voices       | Боско ЭнДжи             | Брент Фридман                                 | 10 декабря 2016  | 0,43                |
| На Атоллоне Эзра постоянно видит Мола, хотя другие уверяют, что его здесь нет. Тогда Кэнан и Эзра отправляются к Бенду, чтобы посоветоваться, и там встречают настоящего Мола. Тот просит Бриджера пойти с ним, чтобы завершить ритуал слияния голокронов, в противном случае он выдаст базу «Феникса» Империи. Мол и Эзра летят на Датомир, в разгромленное сепаратистами во время войны логово Сестёр ночи, где бывший ситх жил и изучал магию сестёр. Там они с помощью магии возвращают друг другу обрывки ответов — пустынную планету с двумя солнцами, где находится то, что они оба ищут. Когда после совершения ритуала на них нападают духи сестёр, требуя оплаты, в логове появляются Кэнан и Сабин, выследившие путь на Датомир. Они оказываются во власти духов, и пока Бриджер спасает друзей, Мол сбегает. Разрушив алтарь, джедай разбивает магию и уходит с Кэнаном, объясняя ему, что ответ един, и это Оби-Ван Кеноби; а Сабин обнаруживает Тёмный меч, реликвию мандалорцев, которую Мол заполучил во время Войн клонов. |            |                          |                          |                         |                                               |                  |                     |
| 49 | 12         | Призраки Джеонозиса      | Ghosts of Geonosis       | Сол Руис                | Дейв Филони, Стивен Мельчинг и Мэтт Мичноветц | 7 января 2017    | 0,56                |
| 50 | 13         | Призраки Джеонозиса      | Ghosts of Geonosis       | Мел Цвиер               | Дейв Филони, Стивен Мельчинг и Мэтт Мичноветц | 7 января 2017    | 0,56                |
| Команда «Призрака» возвращается на Дженозис, чтобы разыскать пропавший отряд повстанцев Со Герреры, выяснявшего причины опустения планеты. Эзра, Кэнан, Рекс и Чоппер спускаются в подземелья, тогда как Гера, Сабин и Зеб отправились проверить генератор щита, находящийся посреди пустыни, но почему-то работающий. В подземельях на повстанцев устраивают засаду боевые дроиды, от которых тех спасает Со. Он объясняет, что все его люди погибли из-за дроидов, которых кто-то чинит. Вскоре они находят его — это джеонозианец по имени Клик-Клак. Чтобы спастись он активирует всех дроидов, которые атакуют Зеба и Сабин, на поверхности пытавшихся оттащить генератор щита на «Призрак», но Бриджеру удаётся вывести из строя пульт управления, тем самым отключив дроидов. Со приступает к допросу Клик-Клака, уводя его вглубь пещер, в убежище, где местный хранил яйцо, из которого должна вылупиться королева и дать жизнь новым поколениям джеонозианцев. Геррера заявляет, что не намерен давать местным второй шанс, когда прибывает имперский лёгкий крейсер и загоняет «Призрак» в тупиковую шахту, на дне которой обнаруживаются пустые контейнеры из-под химического оружия. Именно им Империя истребила джеонозианцев. Гера пытается забрать контейнеры как доказательство преступлений имперцев для Галактического сената, но в ходе бегства контейнеры остаются на планете. А Эзра убедил Со отпустить Клик-Клака вместе с яйцом. |            |                          |                          |                         |                                               |                  |                     |
| 51 | 14         | Боеголовка               | Warhead                  | Боско ЭнДжи             | Гэри Уитта                                    | 14 января 2017   | 0,37                |
| Эскадрилья «Феникс» отправляется на учения, а Зеб с Чоппером и AP-5 остаются стеречь базу. На Атоллоне разбивается капсула с дроидом-разведчиком, которого находит и чинит Зеб, направляя его затем на инвентаризацию складов. Дроид понимает, что находиться на базе повстанцев и вспоминает свою миссию. А меж тем приходит сообщение от Каллуса, предостерегающее повстанцев о том, что Империя выслала разведчиков. Зебу удаётся отключить гостя, но тот запускает программу самоуничтожения. Чоппер взламывает программу и откладывает взрыв, чистит память и заставляет дроида отправиться обратно. Когда тот прибывает к своим, то взрывается и уничтожает тем самым звёздный разрушитель. Это помогает Трауну сузить круг возможных планет с базой «Феникса». |            |                          |                          |                         |                                               |                  |                     |
| 52 | 15         | Испытания Тёмного меча   | Trials of the Darksaber  | Стюарт Ли               | Дейв Филони                                   | 21 января 2017   | 0,48                |
| Кэнан показывает Фенну Рау Тёмный меч, что Сабин нашла на Датомире. Вместе они убеждают Сабин научиться владеть этим мечом, символизирующим лидерство на Мандалоре, чтобы сплотить мандалорцев против Империи. Уроки даются нелегко: Сабин даже на время сбегает из лагеря, но потом возвращается. Кэнан выдавливает из неё признание того, чего она больше всего боится: чувство вины за разработку оружия против мандалорцев, которое она делала во время обучения в имперской Академии. Но затем она уничтожила оружие и дезертировала, подставив свою семью и дискредитировав клан. Джедаи завершают её обучение. |            |                          |                          |                         |                                               |                  |                     |
| 53 | 16         | Наследие Мандалора       | Legacy of Mandalore      | Мел Цвиер               | Кристофер Йост                                | 18 февраля 2017  | 0,36                |
| Теперь Сабин в сопровождении двух джедаев, Рау и Чоппера отправляется на планету Кроунест, что в секторе Мандалор, где живёт её семья. Там они встречают не очень тёплый приём: все считают Сабин предателем, и только наличие Тёмного меча заставляет графиню Урсу Врен, её мать, переговорить с дочерью. Графиня говорит, что клан опасается репрессий, а отец Сабин находиться в качестве заложника у Империи; поэтому Урса сдаёт новоприбывших Саксону в обмен на свободу дочери. Однако имперец отступается от договора и пытается убить всех Вренов. Сабин с мечом Эзры вступает в дуэль против губернатора и попавшего к нему Тёмного меча, которого побеждает. Когда же Сабин отворачивается от побеждённого, тот пытается нанести мандалорке удар в спину, но сам получает бластерный заряд в грудь от Урсы. Предвидя хаос в секторе, Сабин и Рау принимают решение остаться с кланом и найти того, кто с Тёмным мечом сможет повести народ против Империи. |            |                          |                          |                         |                                               |                  |                     |
| 54 | 17         | Глазами Империи          | Through Imperial Eyes    | Сол Руис                | Николь Дюбюк и Генри Гилрой                   | 25 февраля 2017  | 0,42                |
| Над Лоталом имперский лёгкий крейсер захватывает челнок, на борту которого Эзра, замаскировавшийся под охотника за головами, Чоппер и AP-5. В ходе допроса Эзра сообщает Александру Каллусу, что его последняя передача повстанцем была перехвачена, а потому он, Эзра, поможет агенту бежать. Между тем Траун и полковник Вульф Юларен, начальник разведки флота, сообщают узкому кругу офицеров, что Юларен прибыл, чтобы найти шпиона. После Каллус незаметно меняется кодовыми цилиндрами с лейтенантом Листом и намекает тому, что шпион — губернатор Прайс. Затем Каллус с помощью цилиндра Листа выпускает Эзру из карцера, выключает камеры видеонаблюдения и проникает в кабинет гранд-адмирала, чтобы стереть с карт Атоллон. Затем, когда раскрывший себя джедай и его дроиды бежали, Прайс попыталась схватить Каллуса, но ей помешал Лист. Во время драки агент снова меняет цилиндры и выставляет лейтенанта шпионом, напавшим к тому же на губернатора. Каллус, считая что обман удался, остаётся на корабле. Но Траун наедине с Юлареном говорит, что Лист неспособен такое провернуть, а потому предатель — Александр. Однако его не будут раскрывать, а будут пользоваться в интересах Империи. |            |                          |                          |                         |                                               |                  |                     |
| 55 | 18         | Секретный груз           | Secret Cargo             | Боско ЭнДжи             | Мэтт Мичноветц                                | 4 марта 2017     | 0,42                |
| «Призрак» на обломках кораблей, погибших в пустом космосе во время Войн клонов, ждет прибытия секретного «груза». Этим грузом оказывается сенатор Мон Мотма, на днях открыто выступившая на заседании Галактического сената против императора. Её корабль преследуют два лёгких крейсера, а потому Мотма переходит на «Призрак», пока Золотая эскадрилья отвлекает имперцев. Траун предполагает, что Гера попытается покинуть сектор через туманность Археон, и посылает Прайс с двумя разрушителями на другую сторону туманности к качестве «засады», а в погоню отправляет СИД-Защитник. Внутри туманности этот СИД сбивает почти все Y-wing «золотых», а когда повстанцы вышли из туманности, то попали под огонь главного калибра разрушителей. По совету Геры оставшиеся истребители пустили протонные торпеды в нестабильную туманность, которая значительно повреждает разрушители и уничтожает Защитника, позволяя тем самым повстанцы прыгнуть к Дантуину, откуда сенатор обратилась к Галактике с призывом к Восстанию. К ним прибывают десятки кораблей. |            |                          |                          |                         |                                               |                  |                     |
| 56 | 19         | Дроид — двойной агент    | Double Agent Droid       | Стюарт Ли               | Брент Фридман                                 | 11 марта 2017    | 0,36                |
| Чоппер, AP-5 и Ведж отправляются с миссией на имперский объект, чтобы украсть коды доступа к заводу на Лотале. AP-5 удается успешно найти и украсть коды. Тем временем Чоппер обращается к Имперской системе, и его засекает контроллёр на особом разведывательном корабле Империи. Контроллёр сверяет фото дроида с его же изображениями на имперских объектах, когда тот находился под прикрытием, так что контроллёр дистанционно берёт контроль над Чоппером, намереваясь использовать его, чтобы определить местонахождение базы повстанцев. Чоппер возвращается на челнок, который Ведж ведёт к «Призраку». AP-5 подозревает неладное — друг ведёт себя слишком учтиво, но его не слушают. Когда уже они добрались до «Призрака», контроллёр через Чоппера запирает всех в грузовом отсеке и пытается взломать навигационный компьютер, но AP-5 освобождает повстанцев. Гера перезагружает Чоппера и через него отправляет имперцам усиленный сигнал, который перегружает их системы и взрывает разведывательный корабль. Чоппер снова начинает ругаться с AP-5. |            |                          |                          |                         |                                               |                  |                     |
| 57 | 20         | Солнца-близнецы          | Twin Suns                | Дейв Филони             | Дейв Филони и Генри Гилрой                    | 18 марта 2017    | 0,40                |
| Ночью сам по себе активируется джедайский голоктон Кэнана и транслирует повреждённое сообщение от Кеноби, которое Эзра видел в первом эпизоде сериала. Эзра уверяется, что магистр в опасности, а потому нужно лететь на Татуин, но все отказываются — команда «Призрака» потому, что идёт подготовка к атаке Лотала, Рекс потому, что верит заверению сенатора Органы, что Оби-Ван мёртв. Так что Бриджер с Чоппером угоняет истребитель и высаживается на Татуине. Пережив нападение тускенов, уничтоживших корабль, человек и дроид бродят по пустыне. Чоппер разряжается и выключается, а Эзра теряет сознание после видения насмехающегося Мола. Очнувшись, Эзра обнаруживает, что Кеноби их спас. Бриджер пытается предупредить Оби-Вана о Моле и уговорить помочь Восстанию, но тот только даёт ему и Чопперу ездовое животное до ближайшего города. Ещё до отъезда повстанцев их стоянку находит Мол и вступает в дуэль с джедаем. Вскоре, однако, Мол получил смертельную рану и перед смертью спросил об Избранном, что уничтожит ситхов. Эзра и Чоппер возвращаются на Атоллон на корабле Мола. Бриджер сообщает, что Мол ушёл, и извиняется за то, что сбежал. Кеноби смотрит на молодого Люка Скайуокера, спешащего домой. |            |                          |                          |                         |                                               |                  |                     |
| 58 | 21         | Час атаки                | Zero Hour                | Джастин Ридж            | Стивен Мельчинг                               | 25 марта 2017    | 0.49                |
| 59 | 22         | Час атаки                | Zero Hour                | Джастин Ридж            | Генри Гилрой и Мэтт Мичноветц                 | 25 марта 2017    | 0.49                |
| Различные ячейки повстанцев начинают собираться на Атоллоне, чтобы подготовиться к атаке на Лотал. Но Траун тоже готовиться: он сообщает Таркину и Прайс, что «настоящее представление вот-вот начнётся», и он уже спланировал ловушку. Каллус пытается предупредить своих, но его за передачей сообщения берёт Траун, узнававший тем самым точные координаты базы. 7-й флот в сопровождении двух «Запретителей» прибывает на Атоллон и уничтожает значительную часть флота на орбите, не позволяя кому-либо уйти в гиперпространство. Командор Сато даёт Эзре на истребителе Мола момент для прыжка, протаранив своим авианосцем «Запретитель» адмирала Константина, проигнорировавшего приказ Трауна выведением корабля вперёд. На Атоллоне Кэнан просит Бенду о помощи, а когда тот отказывается, ссылаясь на свой нейтралитет, упрекает в трусости. Разозлённый Бенду исчезает. Тем временем Бриджер в гиперпространстве связывается с Мон Мотмой, но и та отказывает в помощи; тогда он летит на Кроунест и убеждает Вренов помочь. Одновременно на базе Зеб с дроидами активирует генератор щита, что они забрали на Джеонозисе. Щит помогает спастись от орбитальной бомбардировки и вынуждает Империю начать наземную атаку. Вскоре база была взята, но тут над базой начался шторм, из центра которого Бенду приказывал всем покинуть его планету, а затем начал с помощью молний атаковать как повстанцев, так и имперцев. Тем не менее повстанцам удалось покинуть сначала планету, а затем и систему, когда второй «Запретитель» был уничтожен мандалорцами. Каллус сбежал из карцера и катапультировался с флагмана Трауна, и его подобрали уходящие друзья. Траун приказывает оставшимся на планете имперцам стрелять в центр бури, и им удаётся «сбить» Бенду. Тот предупреждает гранд-адмирала, что его поражение неминуемо, а в тот момент, когда Траун хотел добить собеседника выстрелом из бластера, Бенду исчезает; потом из ниоткуда слышится его хохот. |            |                          |                          |                         |                                               |                  |                     |

### 4 сезон (2017–18)
Последний, 4 сезон состоит из 16 серий. Транслировался с октября 2017 по март 2018.
| № общий | № в сезоне | Русское название               | Оригинальное название         | Режиссёр                               | Автор сценария                                                         | Дата премьры    | Зрители в США (млн) |
| --- | ---------- | ------------------------------ | ----------------------------- | -------------------------------------- | ---------------------------------------------------------------------- | --------------- | ------------------- |
| 60 | 1          | Герои Мандалора                | Heroes of Mandalore           | Стюарт Ли                              | Генри Гилрой и Стивен Мельчинг                                         | 16 октября 2017 | 0,26                |
| 61 | 2          | Герои Мандалора                | Heroes of Mandalore           | Сол Руис                               | Кристофер Йост                                                         | 16 октября 2017 | 0,26                |
| Спустя несколько месяцев после разгрома на Атоллоне команда «Призрака» возвращается в сектор Мандалор, чтобы поддержать клан Вренов в борьбе против Империи. Кэнан, Эзра и Сабин возглавляют атаку на аванпост, в котором содержится отец Сабин, однако это оказывается ловушкой. Повстанцев выручает Бо-Катан Крайз. Она, как сестра убитой в конце Войн клонов Молом герцогини Сатин, претендует на трон, а потому Сабин безуспешно пытается вручить ей Тёмный меч. Затем по наводке Крайз повстанцы атакуют конвой, который перевозил Алриха Врена в столицу для казни и спасают узника. Тем временем Империя применяет новое оружие против Урсы и её людей. Когда «Призрак» прибывает на базу, то обнаруживает пепелище — никто, кроме матери и брата Сабин не выжил. Запись применения этого оружия показывает Трауну Тайбер Саксон, сменивший брата на посту губернатора. Оружие это было разработано Сабин во время обучения в Академии; оно выжигает мандалорскую броню, не трогая имперскую. Сабин то же пересказывает Бо-Катан и убеждает её помочь в рейде на разрушитель губернатора. Рейд проваливается — изобретательница попадает в плен, и Саксон требует завершить работу над проектом. Сабин же перекалибровывает оружие, направляя его против имперцев, а затем уничтожает. В лагере Бо-Катан принимает Тёмный меч и присягу ряда кланов и Защитников. |            |                                |                               |                                        |                                                                        |                 |                     |
| 62 | 3          | Во имя Восстания               | In the Name of the Rebellion  | Серджо Паэс                            | Гэри Уитта                                                             | 23 октября 2017 | 0,26                |
| 63 | 4          | Во имя Восстания               | In the Name of the Rebellion  | Боско ЭнДжи                            | Мэтт Мичноветц                                                         | 23 октября 2017 | 0,26                |
| Кэнан, Эзра и Сабин возвращаются к повстанцам на Явине IV. Одновременно туда прибывает эскадрилья Геры, значительно потрёпанная имперцами. Каллус предполагает, что большую роль в разгроме играет ретрансляционная станция связи на Джилинди, поэтому Верховный канцлер Альянса Мон Мотма поручает Бриджеру установить аппаратуру, которая позволяла бы подслушивать Империю. Многим этот план не нравиться, и канцлера призывают разрешить уничтожить станцию. В том же стиле к Мотме с помощью голограммы обращается Со Геррера, критикующий методы Альянса; в ответ он сам подвергается критике, ведь его называют экстремистом. И всё же Эзра, Сабин и Чоппер берутся за задание. Сабин нечаянно перехватывает связь, и их раскрывают. Прежде чем их подобрала Гера, троицу спасает Со, бомбит станцию и уходит в гиперпространство, отказываясь передать своих «пассажиров» «Призраку». Геррера убеждает Эзру помочь ему в поисках секретного оружия, которое по убеждению Со, строит Империя. И хотя джедай, Сабин и Чоппер ему не поверили, соглашаются. Вместе они проникают на имперский корабль, который замаскирован под гражданский транспортник. Там Со обнаруживает огромный кайбер-кристалл, а Сабин — инженеров, которых переправляют с Корусанта на Джеду. Когда попытка забрать кристалл проваливается, Геррера дестабилизирует его и сбегает. Эзра и Сабин забирают инженеров и покидаю грузовик, который взрывается в тот момент, когда начинается стыковка со звёздным разрушителем. |            |                                |                               |                                        |                                                                        |                 |                     |
| 64 | 5          | Оккупация                      | The Occupation                | Стюарт Ли                              | Кристофер Йост                                                         | 30 октября 2017 | 0,20                |
| Райдер Азади сообщает, что завод на Лотале начал выпуск СИД-защитников. Команда «Призрака» с помощью Визаго проникают на максимально охраняемую, загрязнённую планету. Почти все сторонники Альянса, включая Старого Джо, обнаружены и казнены. Райдер и старый приятель Эзры по Акадении Джай Келл вывозят команду «Призрака» загород. Они расстроены, что Альянс не в состоянии нанести удар по Лоталу, но Эзра предлагает остановить производство истребителей своими силами. |            |                                |                               |                                        |                                                                        |                 |                     |
| 65 | 6          | Полёт Защитника                | Flight of the Defender        | Сол Руис                               | Дейв Филони и Генри Гилрой                                             | 30 октября 2017 | 0,19                |
| Повстанцы наблюдают за лётной базой, на которой проходят испытания СИД-защитника. Сабин и Эзра решают проникнуть на истребитель и украсть его бортовой самописец для изучения. Но тут прибывает Траун, и вместо самописца они крадут весь СИД. Ввиду наличия механизма самоуничтожения Эзра сажает защитника и вместе с Сабин забирает самописец и гипердвигатель, который они прячут в пещерах. Имперские патрули во главе с Прайс и правой рукой Трауна воином-ногри Рухом почти находят похитителей, которым, однако, повезло: их нашёл редкий белоснежный Лотоволк, который своим дыханием усыпляет Сабин и довозит её, Эзру и самописец до лагеря. Прежде чем раствориться, он шепчет Бриджеру слово «Дьюм», над значением которого джедай начинает задумываться. |            |                                |                               |                                        |                                                                        |                 |                     |
| 66 | 7          | Родственные                    | Kindred                       | Серджо Паэс                            | Дейв Филони и Генри Гилрой                                             | 6 ноября 2017   | 0,27                |
| Джай, Эзра и Зеб отправляются за припрятанным гипердвигателем. Зебу удаётся вывезти его, а вот за Эзрой и Джаем увязывается Рух, которому удаётся прикрепить маячок на спидер. Оторвавшиеся на спидере друзья возвращаются в лагерь, чем выдают его расположение. Гера и Чоппер ставят новый гипердвигатель на старый шаттл Райдера и с трудом, но покидают систему, чтобы передать самописец Альянсу для расшифровки. Остальные под натиском людей Прайс уходят в горы, которые имперцы пытаются сровнять с землёй. Тут появляется тот самый белый Лотоволк в сопровождении своих серых собратьев и проводит повстанцев по туннелю наружу. «Снаружи» оказалось брошенное поселение древних джедаев, причём оно расположено в другом полушарии планеты по отношению к тому месту, где путники вошли в туннель… Как решают джедаи, белый волк — посланник Силы, призванный прояснить истинные цели имперского присутствия на Лотале. |            |                                |                               |                                        |                                                                        |                 |                     |
| 67 | 8          | Командиры краулера             | Crawler Commandeers           | Боско ЭнДжи                            | Мэтт Мичноветц                                                         | 6 ноября 2017   | 0,26                |
| Рядом с новым лагерем повстанцев работает краулер Горной гильдии, выжигавший поверхность при добыче руды. Вскоре его захватывают, чтобы связаться с Герой. Однако капитан краулера успевает остановить машины и тем самым обращает на себя внимание «центра». Пока Эзра пытается убедить оператора «центра», что всё в порядке, Зеб обнаруживает рабов, что обеспечивали работу краулера. Среди них находиться Цикатро Визаго, которого Империя за помощь повстанцам продала гильдии. Эзре не удаётся успокоить собеседника, а потому скоро на проверку прилетят местные имперцы. Визаго и Зеб «играют» перед штурмовиками роли капитана и надзирателя и способствуют тому, что Империя передаёт гильдии «отбой». Гера сообщает, что ей удалось убедить командование Альянса начать немедленную атаку на завод, так что Эзра будет координировать действия с земли. |            |                                |                               |                                        |                                                                        |                 |                     |
| 68 | 9          | Атака повстанцев               | Rebel Assault                 | Стюарт Ли                              | Дейв Филони и Стивен Мельчинг                                          | 13 ноября 2017  | 0,28                |
| Пока команда на земле устраивает уничтожение зенитных батарей, Гера, получившая звание генерала, начинает атаку во главе с эскадрильей X-wing’ов; им удаётся сбить лёгкий крейсер и разрушитель, а Гере — СИД-защитника, которого пилотировал Вульт Скерис. Траун тоже подготовился, спрятав в атмосфере планеты сотни СИДов. Так что живыми, хоть и сбитыми, оказались только Гера с Чоппером и Март. Марту и Чопперу удаётся скрыться, а вот Геру «взял» Рух. Кэнан в одиночку едет в Лотал-Сити, где упало большинство сбитых, но его на трассе останавливает белый Лотоволк. Из-за этой задержки Кэнан «случайно» встречается со сбежавшими. Он решает довезти их до лагеря, а не отправляться дальше. |            |                                |                               |                                        |                                                                        |                 |                     |
| 69 | 10         | Ночь джедая                    | Jedi Night                    | Сол Руис                               | Дейв Филони и Генри Гилрой                                             | 19 февраля 2018 | 0,34                |
| Таркин связывается с Трауном и сообщает, что Орсон Кренник перебивает финансирование производства СИД-защитников на свой проект, а потому гранд-адмиралу нужно немедленно поговорить с императором. Траун на своём флагмане улетает на Корусант, вручая ситуацию в руки Прайс. Та занята допросами и пытками Геры, план по освобождению которой уже готов. Кэнан, Эзра и Сабин ночью проникают в командный центр на планерах, стилизованных под местных летучих мышей. Пока последние маскируются под штурмовиков и садятся на транспортник, первый находит в кабинете Таруна каликори Геры, а в кабинете отлучившейся по делам Прайс его владелицу. «Штурмовики» Эзра и Сабин берут транспортник и подбирают беглецов. Однако вскоре их обнаруживают, и Кэнан приказывает садиться на топливной базе в надежде переждать. Прайс атакует базу только с земли, но чтобы предотвратить взлёт повстанцев приказывает стрелять в цистерны с топливом, что вызывает взрыв. Кэнан использует Силу, чтобы удержать взрывную волну и огонь, чем даёт возможность остальным бежать, и погибает. |            |                                |                               |                                        |                                                                        |                 |                     |
| 70 | 11         | ДЬЮМ                           | DUME                          | Серджо Паэс                            | Дейв Филони и Кристофер Йост                                           | 19 февраля 2018 | 0,35                |
| Всё топливо сгорело, и заводы вынуждены прекратить работу. Чтобы скрыть это Прайс устраивает парад победы и сгоняет туда работников. Траун связывается с ней и заявляет, что смерть одного джедая такого не стоила. Сабин и Зеб отправляются «портить праздник», а Эзра в отчаянии и депрессии ввиду смерти друга и учителя бесцельно бродит по пустошам. Его находят Лотоволки и приводят к своему вожаку, гигантскому белому волку по кличке Дьюм. Тот даёт ему камень с рисунками и приказывает вернуться в Храм джедаев, здесь, на Лотале. Меж тем Зеб и Сабин понимают цели Прайс и отказываются от саботажа, но их обнаруживает Рух. Ногри скручивают, Сабин разрисовывает его тело граффити и отправляет Империи в знак того, что Восстание не закончилось. Гера тоже скорбит, но справляется с отчаянием и добавляет в семейный каликори значок, символизирующий Кэнана. Когда все снова собираются вместе, генерал говорит, что Джаррус выполнил миссию, остановив производство. Эзра убеждает повстанцев наведаться в Храм. |            |                                |                               |                                        |                                                                        |                 |                     |
| 71 | 12         | Волки и дверь                  | Wolves and a Door             | Дейв Филони и Боско ЭнДжи              | Дейв Филони                                                            | 26 февраля 2018 | 0,28                |
| Эзра, Гера, Сабин, Зеб и Чоппер возвращаются в Храм джедаев. Его раскапывают и исследуют шахтёры Горной гильдии вместе с имперцами во главе с министром Хайданом, и он близок к раскрытию тайн храма. Эзра и Сабин переодеваются штурмовиками и находят пока не исследованную Империей фреску, изображающую Богов Мортиса. Сабин расшифровывает смысл этого изображения с помощью камня с рисунками, что дал Бриджеру волк Дьюм. Джедай, используя Силу, открывает портал, ведущий внутрь, а когда повстанцев обнаруживают, прыгает в закрывающийся проход. |            |                                |                               |                                        |                                                                        |                 |                     |
| 72 | 13         | Мир между мирами               | A World Between Worlds        | Дейв Филони, Стюарт Ли                 | Дейв Филони                                                            | 26 февраля 2018 | н/д                 |
| Пленную Сабин допрашивает Хайдан, и по его просьбе она раскрывает смысл фрески. Хайдан же раскрывает истинный смысл изначального присутствия Империи на Лотале: императору было известно, что на планете есть скрытый джедайский храм, «обладающий средством к разрушению барьеров между жизнью и смертью как к последней ступеньке на его пути к контролю Силы во всей вселенной». С помощью министра Сабин понимает, как деактивировать портал, но прежде чем ей удалось рассказать это собеседнику, её вытащила Гера. Эзра бродит в космической пустоте, где есть только двери-порталы и соединяющие их дорожки, слышит голоса джедаев прошлого и будущего. Однако он тут не один: на одном из порталов сидит птица Конвор, которая всегда находилась рядом с Асокой. Саму Асоку видно в портале: она сражается с Вейдером в разрушающемся храме на Малакоре. В тот момент, когда ситх собирался добить бывшего джедая, Эзра через «дверь» вытаскивает девушку к себе, таким образом спасая её и перенося в будущее. Затем Бриджер пытается провернуть то же с порталом, в котором видит смерть Кэнана, но его отговаривает Асока, ведь если Джаррус окажется здесь, то там, в прошлом, Эзра и остальные погибнут в огне, что сдерживал джедай. В другом портале находится Дарт Сидиус, который, благодаря действиям Эзры, теперь может проникнуть в Мир между мирами. Сидиус не успевает физически выйти из своего портала, поскольку Бриджер и Тано убегают через свои порталы; на прощание Асока обещает найти Эзру. Эзра выходит из Храма и благодаря подсказке Сабин, активирует фреску на деактивацию портала, но Боги начинают разрушать весь Храм. С трудом Чоппер вывозит всех из долины, в которой они находились. Затем они возвращаются, но находят лишь поле: храм, вместе с имперцами, просто растворился. Теперь Эзра примиряется со смертью учителя, соглашаясь с доводами Асоки; белый Лотоволк уходит. |            |                                |                               |                                        |                                                                        |                 |                     |
| 73 | 14         | Надежда глупца                 | A Fool’s Hope                 | Дейв Филони и Сол Руис                 | Генри Гилрой и Стивен Мельчинг                                         | 5 марта 2018    | 0,51                |
| Гера, Рекс и Каллус убеждают Хондо, его бизнес-партнёра Мелча, Грегора, Вульфа и Кетсу Оно помочь в освобождении Лотала. Меж тем Эзре приходит видение, в котором император возвращает Трауна на Лотал, а потому действовать нужно быстро. Райдер связывается с Прайс и предлагает сдать повстанцев в обмен на свою безопасность; губернатор вместе с Рухом атакуют лагерь, уничтожают трофейный краулер и берут в плен всех присутствующих. Прайс предлагает Райдеру выйти и рассказать о своём предательстве, но Азади отказывается и поясняет, что это было лишь уловкой, чтобы выманить её из командного центра. Эзра призывает Лотоволков, которые быстро расправляются со штурмовиками, а прибывшая на борту «Призрака» Гера с новыми сторонниками захватывает челноки имперцев. Губернатор сдаётся в плен. |            |                                |                               |                                        |                                                                        |                 |                     |
| 74 | 15         | Воссоединение семьи и прощание | Family Reunion — and Farewell | Дейв Филони, Боско ЭнДжи и Серджо Паэс | Дейв Филони, Генри Гилрой, Кири Харт, Саймон Кинберг и Стивен Мельчинг | 5 марта 2018    | 0,46                |
| 75 | 16         | Воссоединение семьи и прощание | Family Reunion — and Farewell | Дейв Филони, Боско ЭнДжи и Серджо Паэс | Дейв Филони, Генри Гилрой, Кири Харт, Саймон Кинберг и Стивен Мельчинг | 5 марта 2018    | 0,46                |
| Повстанцы заставляют Прайс дать коды доступа к командному центру в Лотал-Сити, и вместе с ней в качестве пленника им удаётся захватить мостик. Они планируют отдать имперским войскам приказ собраться в центре и запустить его в космос с последующим самоуничтожением. Рух подслушивает план и предупреждает Трауна, который поручает ему отключить планетарный щит. Каллус отдаёт приказ об эвакуации, и все имперские силы входят в командный центр, но прежде чем они успевают стартовать, появляется Траун и размещает свой звёздный разрушитель прямо над городом. Как только Рух отключает генераторы щитов, Траун приказывает мятежникам сдаться, и начинает бомбардировку города. Эзра решает сдаться, чтобы задержать Трауна, в то время как Гера разделяет повстанцев для атаки на генераторный зал. Траун на борту своего разрушителя приводит Эзру к голограмме «доброго» Шива Палпатина. Когда гранд-адмирал удаляется, Палпатин говорит, что перед Бриджером — часть лотальского храма, которую собрали и привезли специально для него. Внутри постройки Эзра видит родителей, которые зовут его обедать; Палпатин предлагает джедаю открыть дверь и остаться с близкими. Однако Эзра отпускает родителей, из-за чего постройка рушится, а голограмма портится и представляет настоящего Дарта Сидиуса. В отместку император приказывает гвардии расправиться с пленником, но тому удаётся бежать. В центре меж тем идёт сражение между повстанцами и запертыми имперцами. В итоге Грегор убит, а Мелч ранен; Зеб в рукопашном бою убивает Руха и сообщает через об этом через комлинк погибшего Трауну; Каллус активирует щит. А в лагере повстанцев после внезапной атаки Империи приходят в себя Март, Вульф и Визаго. Они понимают, что имперцы забрали последние оставшиеся трофейные транспортники, поэтому эвакуировать своих после выполнения плана не удастся. Март поднимает «Призрака» в космос, чтобы по тайному запасному плану Эзры, о котором тот сообщил только ему, Марту, передать сигнал о помощи на нулевой частоте, хотя ей никто не пользуется. Вскоре помощь приходит — это пёргиллы, которые легко уничтожают стоящий на орбите 7-й флот и спускаются в атмосферу. Эзра захватывает мостик разрушителя Трауна и блокирует двери, чтобы пробивающиеся штурмовики не прошли. Пёргиллы обхватывают своими щупальцами этот корабль, на мостике «заключая в объятия» и гранд-адмирала, а чтобы тот не вырвался, Бриджер сдерживает его с помощью Силы, и потому не реагирует на приказ Геры уйти. Пёргиллы прыгают в гиперпространство, уводя с собой разрушитель; Рексу не удаётся отследить траекторию их прыжка. Теперь, когда препятствий нет, Чоппер поднимает командный центр в воздух; Райдер предлагает Прайс уйти с ним, но та отказывается покинуть мостик. Март подбирает выживших, и центр самоуничтожается. Оставшихся имперцев арестовывают местные жители, а на «Призраке» повстанцы заслушивают записанное обращение Бриджера. Пять лет спустя Сабин живёт в старом убежище Эзры, ведь контратака Империи так и не произошла. От её имени идёт рассказ о судьбе экипажа «Призрака»: Гера, Чоппер и Рекс сражались в Битве при Эндоре, причём с пополнением — у Геры родися сын от Кэнана, Джейсен. После подписания Галактического соглашения Зеб и Каллус улетели на Лира-Сан, где Александра приняли как своего. На Лотал прилетает Асока, вместе с которой Сабин отправляется на поиски гранд-адмирала и Эзры Бриджера. |            |                                |                               |                                        |                                                                        |                 |                     |